# Gignac-la-Nerthe
Pour les articles homonymes, voir Gignac.
Gignac-la-Nerthe (en provençal Ginhac de la Nerta selon la graphie classique, Gignac-de-la-Nerto selon la graphie mistralienne) est une commune française située dans le département des Bouches-du-Rhône, en région Provence-Alpes-Côte d'Azur, à environ 10 km de Marseille. Elle fait partie de l'unité urbaine de Marseille - Aix-en-Provence et de la métropole d'Aix-Marseille-Provence.
Communauté historiquement tournée vers l'agriculture, Gignac s'est développée au XXe siècle en trois vagues successives : de 1911 à 1926 avec la construction du tunnel du Rove qui amène une forte immigration italienne et espagnole, dans les années 1960 avec l'arrivée des Pieds-noirs puis surtout dans les années 1980 en profitant du phénomène de périurbanisation. Gignac-la-Nerthe est aujourd'hui une commune principalement résidentielle. Elle comptait 9 129 habitants au dernier recensement.

## Géographie
Les communes limitrophes sont  Châteauneuf-les-Martigues, Ensuès-la-Redonne, Le Rove, Les Pennes-Mirabeau, Marignane et Saint-Victoret.
Depuis le découpage de 1835, le territoire de Gignac-la-Nerthe est situé entièrement au nord de la chaîne de la Nerthe, sur la plaine de Châteauneuf-Gignac qui constitue une des dernières plaines agricoles à proximité de Marseille. La superficie est de 864 ha et l'altitude varie entre 11 et 128 m.
La commune est constituée de deux noyaux villageois : Gignac même, à l'est, et Laure, à l'ouest. Elle se trouve à 12 km de L'Estaque (Marseille), 18 km de Martigues et 30 km d'Aix-en-Provence.
|                           | Marignane        | Saint-Victoret      |
| Châteauneuf-les-Martigues | Gignac-la-Nerthe | Les Pennes-Mirabeau |
| Ensuès-la-Redonne         | Le Rove          |                     |

### Climat
Pour des articles plus généraux, voir Climat de Provence-Alpes-Côte d'Azur et Climat des Bouches-du-Rhône.
En 2010, le climat de la commune est de type climat méditerranéen franc, selon une étude du Centre national de la recherche scientifique s'appuyant sur une série de données couvrant la période 1971-2000. En 2020, Météo-France publie une typologie des climats de la France métropolitaine dans laquelle la commune est exposée à un climat méditerranéen et est dans la région climatique  Provence, Languedoc-Roussillon, caractérisée par une pluviométrie faible en été, un très bon ensoleillement (2 600 h/an), un été chaud (21,5 °C), un air très sec en été, sec en toutes saisons, des vents forts (fréquence de 40 à 50 % de vents > 5 m/s) et peu de brouillards. 
Pour la période 1971-2000, la température annuelle moyenne est de 14,6 °C, avec une amplitude thermique annuelle de 16,1 °C. Le cumul annuel moyen de précipitations est de 616 mm, avec 5,4 jours de précipitations en janvier et 1,4 jours en juillet. Pour la période 1991-2020, la température moyenne annuelle observée sur la station météorologique de Météo-France la plus proche, « Marignane », sur la commune de Marignane à 3 km à vol d'oiseau, est de 15,9 °C et le cumul annuel moyen de précipitations est de 532,3 mm. 
La température maximale relevée sur cette station est de 39,7 °C, atteinte le 26 juillet 1983 ; la température minimale est de −16,8 °C, atteinte le 12 février 1956,,. 
| Mois                                  | jan.             | fév.             | mars            | avril           | mai           | juin           | jui.            | août            | sep.            | oct.            | nov.            | déc.             | année      |
| ------------------------------------- | ---------------- | ---------------- | --------------- | --------------- | ------------- | -------------- | --------------- | --------------- | --------------- | --------------- | --------------- | ---------------- | ---------- |
| Température minimale moyenne (°C)     | 3,6              | 3,7              | 6,5             | 9,4             | 13,3          | 17,2           | 19,7            | 19,4            | 15,9            | 12,6            | 7,7             | 4,4              | 11,1       |
| Température moyenne (°C)              | 7,7              | 8,3              | 11,4            | 14,3            | 18,4          | 22,5           | 25,2            | 24,9            | 20,9            | 17              | 11,7            | 8,4              | 15,9       |
| Température maximale moyenne (°C)     | 11,8             | 12,8             | 16,4            | 19,3            | 23,5          | 27,9           | 30,7            | 30,5            | 25,9            | 21,3            | 15,7            | 12,4             | 20,7       |
| Record de froid (°C) date du record   | −12,4 07.01.1985 | −16,8 12.02.1956 | −10 07.03.1949  | −2,4 05.04.1935 | 0 01.05.1960  | 5,4 09.06.1932 | 7,8 04.07.1948  | 8,1 29.08.1924  | 1 25.09.1931    | −2,2 31.10.1941 | −5,8 11.11.1921 | −12,8 26.12.1940 | −16,8 1956 |
| Record de chaleur (°C) date du record | 19,9 19.01.07    | 22,5 17.02.22    | 25,4 28.03.1989 | 29,6 24.04.1947 | 34,9 24.05.09 | 39,6 28.06.19  | 39,7 26.07.1983 | 39,2 13.08.1922 | 34,3 05.09.1949 | 30,4 02.10.1997 | 25,2 05.11.1924 | 20,7 30.12.21    | 39,7 1983  |
| Ensoleillement (h)                    | 1 479            | 1 731            | 2 347           | 2 508           | 2 986         | 3 378          | 3 722           | 3 338           | 2 637           | 1 961           | 1 508           | 1 381            | 28 976     |
| Précipitations (mm)                   | 47,1             | 29,8             | 29,5            | 51,6            | 37,7          | 27,9           | 10,8            | 25,8            | 82              | 73,3            | 75,9            | 40,9             | 532,3      |

| Diagramme climatique                                  |             |             |             |              |              |              |              |            |              |             |             |
| J                                                     | F           | M           | A           | M            | J            | J            | A            | S          | O            | N           | D           |
| 11,83,647,1                                           | 12,83,729,8 | 16,46,529,5 | 19,39,451,6 | 23,513,337,7 | 27,917,227,9 | 30,719,710,8 | 30,519,425,8 | 25,915,982 | 21,312,673,3 | 15,77,775,9 | 12,44,440,9 |
| Moyennes : • Temp. maxi et mini °C • Précipitation mm |             |             |             |              |              |              |              |            |              |             |             |

Les paramètres climatiques de la commune ont été estimés pour le milieu du siècle (2041-2070) selon différents scénarios d'émission de gaz à effet de serre à partir des nouvelles projections climatiques de référence DRIAS-2020. Ils sont consultables sur un site dédié publié par Météo-France en novembre 2022.

### Transports
Gignac-la-Nerthe est située le long de l'autoroute A55 qui relie Marseille à Martigues.
La ville est desservie par le réseau Salon Etang Côte Bleue ainsi que le réseau départemental Cartreize qui propose des lignes à destination de Marseille, Aix-en-Provence et Martigues. La gare la plus proche est celle de Pas-des-Lanciers, située à 5 km sur la commune de Marignane et desservie par la ligne Paris-Lyon-Marseille. Les gares TGV les plus proches sont celles de Marseille-Saint-Charles et Aix-en-Provence TGV.
La commune est également située à 8 km de l'aéroport de Marseille Provence.

## Urbanisme

### Typologie
Au 1er janvier 2024, Gignac-la-Nerthe est catégorisée centre urbain intermédiaire, selon la nouvelle grille communale de densité à 7 niveaux définie par l'Insee en 2022.
Elle appartient à l'unité urbaine de Marseille-Aix-en-Provence, une agglomération inter-départementale dont elle est une commune de la banlieue,. Par ailleurs la commune fait partie de l'aire d'attraction de Marseille - Aix-en-Provence, dont elle est une commune de la couronne,. Cette aire, qui regroupe 115 communes, est catégorisée dans les aires de 700 000 habitants ou plus (hors Paris),.

### Occupation des sols
L'occupation des sols de la commune, telle qu'elle ressort de la base de données européenne d’occupation biophysique des sols Corine Land Cover (CLC), est marquée par l'importance des territoires artificialisés (52,1 % en 2018), en augmentation par rapport à 1990 (39 %). La répartition détaillée en 2018 est la suivante : 
zones urbanisées (39,9 %), zones agricoles hétérogènes (20,4 %), terres arables (15,1 %), zones industrielles ou commerciales et réseaux de communication (12,2 %), cultures permanentes (8,5 %), milieux à végétation arbustive et/ou herbacée (3,9 %). L'évolution de l’occupation des sols de la commune et de ses infrastructures peut être observée sur les différentes représentations cartographiques du territoire : la carte de Cassini (XVIIIe siècle), la carte d'état-major (1820-1866) et les cartes ou photos aériennes de l'IGN pour la période actuelle (1950 à aujourd'hui).

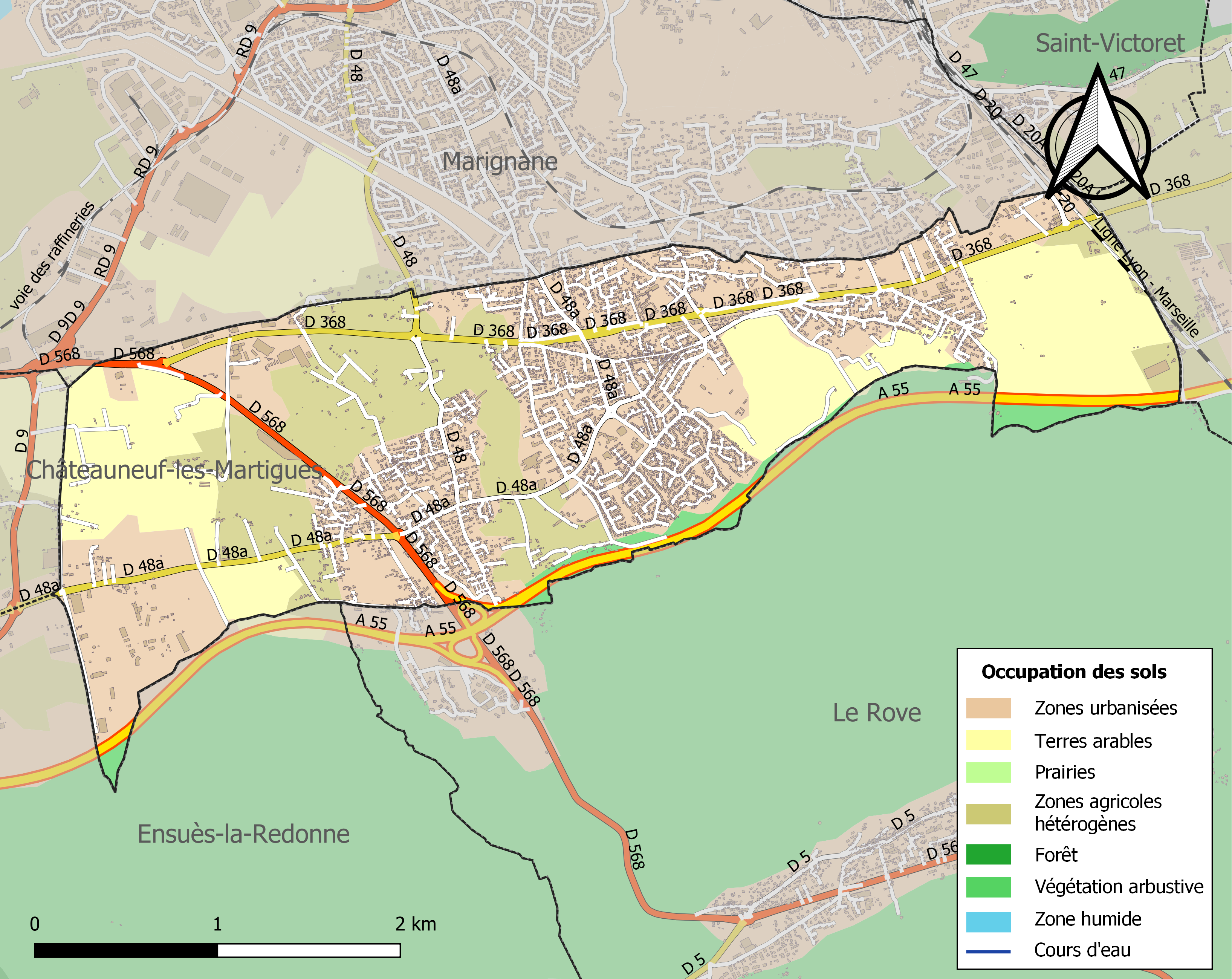
Carte des infrastructures et de l'occupation des sols de la commune en 2018 (CLC).

## Histoire
Durant l'Antiquité, le territoire de l'actuelle commune accueille une villa romaine, la Poussaraque, avec huilerie, stockages, différentes constructions, bains privés, four, une activité artisanale métallurgique avec forge et un four à chaux. L'établissement a existé de l'extrême fin du Ier siècle av. J.-C., jusqu'au VIe siècle.
Au XIIIe siècle, les templiers construisent Saint-Michel de Gignac. Gignac, Le Rove et Ensuès forment alors une même communauté.
Ce n'est qu'après le Moyen Âge que le village actuel se développe dans la plaine grâce à l'agriculture (blés, oliviers, amandiers, vignes et élevage). L'église est construite en 1780. À l'époque Gignac fait partie de la seigneurie de Marignane.
La commune est créée à la Révolution. Elle inclut alors également Le Rove et Ensuès mais une ordonnance du 26 avril 1835 érige ces deux communautés en commune séparée (Ensuès rejoint ensuite Ensuès-la-Redonne en 1933).
Dans la seconde moitié du XIXe siècle, l'agriculture se développe et l'irrigation prend de l'importance. Les campagnes font appel à de nombreux journaliers dans les vignes, le blé ou le maraichage, dont de nombreux étrangers (6,5 % de la population en 1891). Mais c'est surtout l'important chantier du tunnel du Rove, de 1911 à 1926 qui modifie le visage de la commune : le village accueille une importante immigration, d'abord presque exclusivement italienne puis également espagnole et, dans une moindre mesure portugaise. La population de Gignac compte plus de 30 % d'étrangers en 1926,.
En 1919, pendant la Première Guerre mondiale, la commune change son nom de Gignac en Gignac-la-Nerthe — du nom de la chaîne de la Nerthe qui borde la commune au sud — « afin », selon le conseil municipal, « d'éviter toute confusion entre la commune et celles qui portent un nom identique ».
De 1940 à 1944, la commune subit les privations de la Seconde Guerre mondiale. Deux Gignacais communistes, Émile Balaguer et Hector Azzini, s'engagent dans la Résistance : arrêtés et condamnés en janvier 1941, ils sont déportés en Allemagne. À partir de 1942, obligation est faite à la population d'héberger des soldats allemands. Après le débarquement de Provence du 15 août 1944, les goumiers de l'armée d'Afrique prennent la poche du Rove tenue par des grenadiers allemands. Gignac est ainsi libérée le 22 août sans avoir subi de dommages.
Après la Seconde Guerre mondiale, la population de Gignac-la-Nerthe augmente rapidement. C'est d'autant plus le cas à partir des années 1960 avec l'arrivée des rapatriés d'Algérie puis, surtout, dans les 1980 avec une forte urbanisation qui fait doubler la population (d'environ 4 000 habitants au début des années 1980 à près de 10 000 habitants aujourd'hui).
En 2000, Gignac-la-Nerthe adhère à la communauté urbaine Marseille Provence Métropole. En 2016, elle est intégrée à la métropole d'Aix-Marseille-Provence.

## Politique et administration

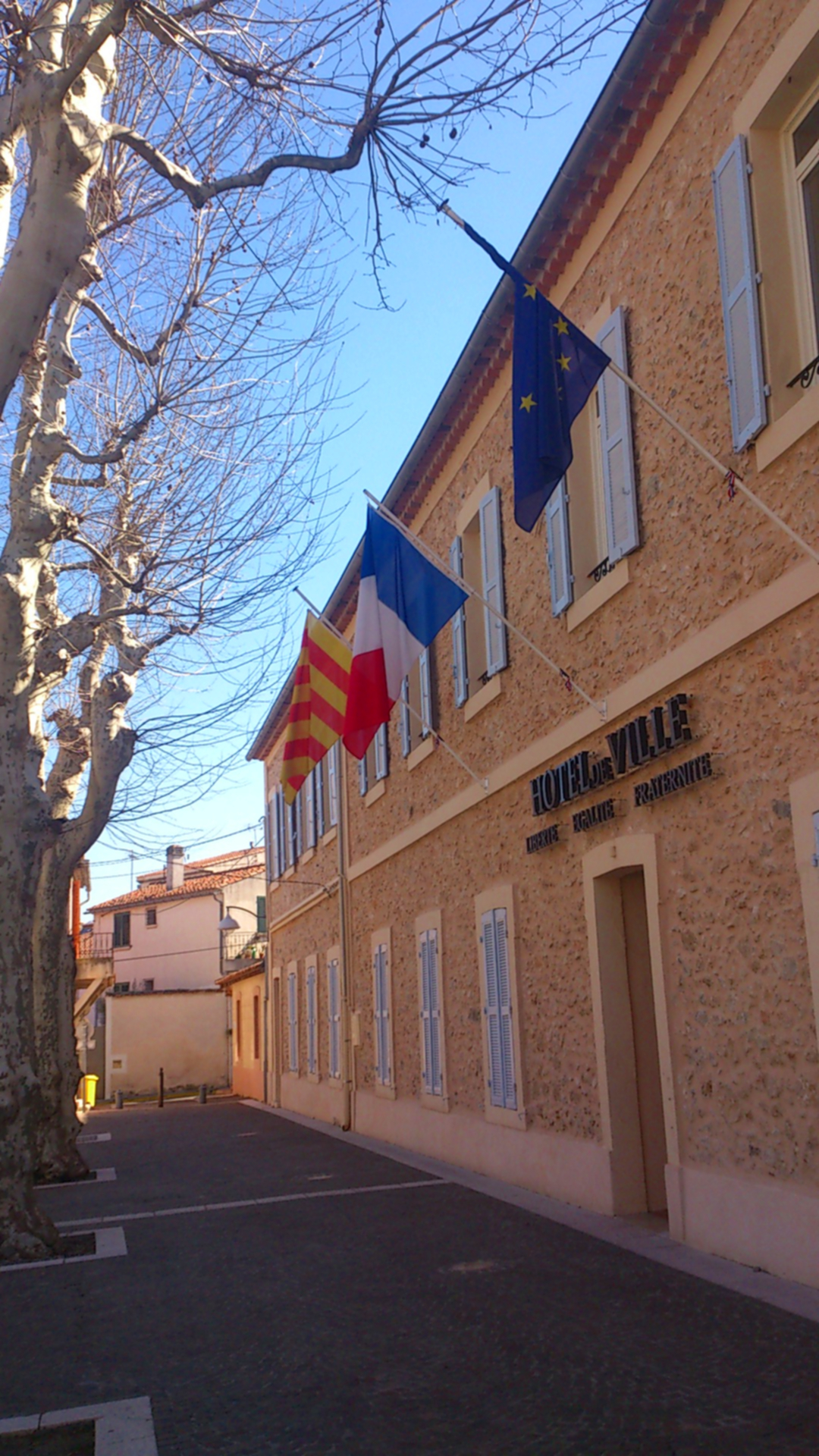
L'hôtel de ville.

Gignac-la-Nerthe fait partie de la 12e circonscription des Bouches-du-Rhône dont le député est Franck Allisio, député Rassemblement national (RN) et du canton de Marignane dont les conseillers départementaux sont Valérie Guarino et Éric Le Disses (LR). Elle fait partie du territoire de Marseille-Provence au sein de la métropole d'Aix-Marseille-Provence ; elle est représentée au sein du conseil métropolitain par un siège (le maire).
Le conseil municipal est composé de 29 membres. Le maire est depuis 2008 le socialiste puis divers gauche Christian Amiraty, réélu en 2014 en alliance avec le PCF.
| Période                                  | Période            | Identité               | Étiquette                  | Qualité                                                                   |
| ---------------------------------------- | ------------------ | ---------------------- | -------------------------- | ------------------------------------------------------------------------- |
| Les données manquantes sont à compléter. |                    |                        |                            |                                                                           |
| 1835                                     | 1838               | Louis Bonnet           |                            |                                                                           |
| 1838                                     | 1846               | Jérome Gouiran         |                            |                                                                           |
| 1846                                     | 1848               | Noël Bourrelly         |                            |                                                                           |
| 1848                                     | 1848               | Daniel Chabran         |                            |                                                                           |
| 1848                                     | 1851               | François Savournin     |                            |                                                                           |
| 1865                                     | 1870               | Delphin Bourrelly      |                            |                                                                           |
| 1870                                     | 1874               | Vincent Ricaud         |                            |                                                                           |
| 1874                                     | 1876               | Joseph Césaire Gouiran |                            |                                                                           |
| 1876                                     | 1878               | Vincent Ricaud         |                            |                                                                           |
| 1878                                     | 1879               | Léon Gouiran           |                            |                                                                           |
| 1879                                     | 1881               | Léon Reynaud           |                            |                                                                           |
| 1881                                     | 1888               | Joseph Marcel Gouiran  |                            |                                                                           |
| 1888                                     | 1896               | Barthélémy Chabran     |                            |                                                                           |
| 1896                                     | 1900               | Victorin Reynaud       |                            |                                                                           |
| 1900                                     | 1904               | Évariste Arnaud        |                            |                                                                           |
| 1904                                     | 1906               | Marius Marguerit       |                            |                                                                           |
| 1906                                     | 1908               | Adrien Cheillan        |                            |                                                                           |
| 1908                                     | 1921               | Marius Gouiran         |                            |                                                                           |
| 1921                                     | 1926               | Jules Vincent Ricaud   |                            |                                                                           |
| 1926                                     | 1945               | Julien Estienne        |                            |                                                                           |
| 1945                                     | 1965               | Célestin Arigon        | PCF                        |                                                                           |
| 1965                                     | 1983               | Lucien Jules Ricaud    |                            |                                                                           |
| 1983                                     | 1995               | Albert Cerboni         | PCF                        |                                                                           |
| 1995                                     | 2008               | Claude Frigant         | UMP                        |                                                                           |
| 2008                                     | En cours (au 2014) | Christian Amiraty      | PS puis DVG puis DVC (UCE) | Retraité Vice-président de la communauté urbaine de Marseille (2008-2014) |

Aux élections autres que municipales, le Front national réalise de très forts scores à Gignac-la-Nerthe.
Pour les élections régionales de 2010, Gignac-la-Nerthe a été remportée par la liste de gauche à 47 %, et par le candidat socialiste aux élections cantonales de 2011 avec 51 %,, les scrutins de 2015 se sont caractérisés par l'avance du FN : 54 % lors du second tour des départementales et 59 % lors du second tour des régionales.
Lors de l'élection présidentielle de 2012, Marine Le Pen est arrivée en tête au premier tour avec 34 % des voix. Au second tour, la commune a été remportée par Nicolas Sarkozy avec 59 %. Pour les élections législatives de la même année, le candidat PS a recueilli 37 %, contre 33 % à l'Union pour un mouvement populaire et 30 % au Front national.
Cette dynamique continue à s'amplifier : lors de l'élection présidentielle de 2017, Marine Le Pen a réalisé un score proche des 44% au premier tour; remportant la commune au second avec 60,12% des voix.

## Démographie
L'évolution du nombre d'habitants est connue à travers les recensements de la population effectués dans la commune depuis 1793. Pour les communes de moins de 10 000 habitants, une enquête de recensement portant sur toute la population est réalisée tous les cinq ans, les populations de référence des années intermédiaires étant quant à elles estimées par interpolation ou extrapolation. Pour la commune, le premier recensement exhaustif entrant dans le cadre du nouveau dispositif a été réalisé en 2004.

En 2022, la commune comptait 10 030 habitants, en évolution de +10,89 % par rapport à 2016 (Bouches-du-Rhône : +2,48 %, France hors Mayotte : +2,11 %).
| 1793 | 1800 | 1806  | 1821  | 1831  | 1836 | 1841 | 1846 | 1851 |
| ---- | ---- | ----- | ----- | ----- | ---- | ---- | ---- | ---- |
| 553  | 578  | 1 037 | 1 378 | 1 509 | 706  | 731  | 810  | 876  |

| 1856 | 1861 | 1866 | 1872 | 1876 | 1881 | 1886 | 1891 | 1896 |
| ---- | ---- | ---- | ---- | ---- | ---- | ---- | ---- | ---- |
| 909  | 956  | 908  | 928  | 887  | 863  | 915  | 940  | 938  |

| 1901 | 1906 | 1911 | 1921  | 1926  | 1931  | 1936  | 1946  | 1954  |
| ---- | ---- | ---- | ----- | ----- | ----- | ----- | ----- | ----- |
| 946  | 991  | 987  | 1 314 | 1 270 | 1 240 | 1 364 | 1 527 | 1 687 |

| 1962  | 1968  | 1975  | 1982  | 1990  | 1999  | 2004  | 2006  | 2009  |
| ----- | ----- | ----- | ----- | ----- | ----- | ----- | ----- | ----- |
| 1 963 | 2 666 | 3 568 | 4 361 | 8 772 | 9 189 | 9 140 | 9 310 | 9 127 |

| 2014  | 2019  | 2022   | - | - | - | - | - | - |
| ----- | ----- | ------ | - | - | - | - | - | - |
| 9 129 | 9 887 | 10 030 | - | - | - | - | - | - |

En 2009, le nombre total de logements dans la commune était de 3 613, alors qu'il était de 3 170 en 1999. Parmi ces logements, 95,2 % étaient des résidences principales, 0,5 % des résidences secondaires et 4,3 % des logements vacants. Ces logements étaient pour 81,7 % d'entre eux des maisons individuelles et pour 16,4 % des appartements. La proportion des résidences principales, propriétés de leurs occupants était de 72,7 %, en légère baisse par rapport à 1999 (73,3 %). La part de logements HLM loués vides (logements sociaux) était de 5,5 %.

## Économie
Gignac-la-Nerthe est une commune essentiellement résidentielle : en 2013, la population active s'élevait à 4 419 personnes (dont 11,9 % de chômeurs) mais, parmi les personnes en emploi, 82 % travaillent dans une autre commune. 29 % des travailleurs sont ouvriers, 52 % sont employés ou de profession intermédiaire, 9 % sont cadres ou de profession supérieure et 10 % sont artisans, commerçants ou chefs d'entreprise. La commune ne compte plus d'agriculteurs résidents. La moitié des actifs travaillent dans le secteur des services et 29 % dans le secteur public ou parapublic.
Au 1er janvier 2014, Gignac-la-Nerthe comptait 789 établissements, principalement dans les services. 72 % des établissements de la commune ne comptent aucun salarié.

## Culture

### Patrimoine
La commune ne compte aucun monument répertorié à l'inventaire des monuments historiques ou à l'inventaire général du patrimoine culturel. Par ailleurs, elle compte 22 objets répertoriés à l'inventaire des monuments historiques, tous situés dans l'église.
- Église Saint-Michel de Gignac-la-Nerthe.

### Héraldique
| Armes de Gignac-la-Nerthe | D'or à un olivier au naturel accosté de deux lettres G et G de sable. |